# Raoiella
Genre
Raoiella est un genre d'acariens de la famille des Tenuipalpidae.

## Liste d'espèces
Selon Catalogue of Life (17 juillet 2014) :
- Raoiella australica
- Raoiella camur
- Raoiella empedos
- Raoiella eugenia
- Raoiella indica
- Raoiella macfarlanei
- Raoiella neotericus
- Raoiella obelias
- Raoiella pandanae
- Raoiella phoenica
- Raoiella rahii
- Raoiella shimapana

Selon NCBI (17 juillet 2014) :
- Raoiella indica
- Raoiella macfarlanei